# 特列古博夫斯科耶农村居民点
特列古博夫斯科耶农村居民点（俄语：Сельское поселение Трегубовское）是俄罗斯联邦沃洛格达州大乌斯秋格区所属的一个农村居民点。其下辖有19个居民点，行政中心为莫罗佐维察。据2015年统计，该农村居民点的人口为1390人。